# Anglada y Cia
Anglada y Cia war ein spanischer Hersteller von Fahrrädern und Automobilen.

## Unternehmensgeschichte
Francisco Anglada Gallardo († 1917) gründete 1896 in El Puerto de Santa María das Unternehmen und begann mit der Produktion von Fahrrädern der Marke „Hércules“. Die Automobilproduktion startete 1901. 1904 endete die Produktion. Anglada Gallardo zog nach Madrid.

## Automobile
Das Modell 6 HP verfügte über einen Einzylindermotor und war ein Zweisitzer. Das Modell 10 HP hatte einen Zweizylindermotor und wurde auch nach Argentinien und Uruguay verkauft. Das Modell 24 HP verfügte über einen Vierzylindermotor. Der spanische König Alfons XIII. kaufte eines dieser Modelle mit der Karosserieform Tonneau. Außerdem wurden die Modelle 14 HP, 18 HP und 36 HP angeboten.